# L'Œuvre sans auteur
Pour plus de détails, voir Fiche technique et Distribution.
L'Œuvre sans auteur (Werk ohne Autor) est un drame allemand écrit et réalisé par Florian Henckel von Donnersmarck, sorti en 2018.
Il retrace le cheminement d'un peintre allemand durant trente ans, de son enfance et la naissance de sa vocation dans l'Allemagne nazie des années 1930, de l'apprentissage de son art dans l'Allemagne de l'est puis sa maturation artistique avant d'être révélé et connaître sa première exposition dans l'Allemagne de l'Ouest du milieu des années 1960. Librement inspiré de la trajectoire du peintre Gerhard Richter, le film est une fresque qui interroge le destin d’un pays autant que les sources de la création artistique.

## Synopsis

### Fin des années 1930 et Seconde Guerre mondiale
Le film s'ouvre sur une scène se déroulant aux Collections nationales de Dresde en 1937 : un jeune garçon, Kurt Barnert (Cai Cohrs), découvre avec sa tante, Elisabeth May (Saskia Rosendahl), l'exposition "Art dégénéré" qui consiste en une série d'œuvres d'art considérées comme étant contre-nature par le régime nazi — que ce soit pour la forme ou pour le thème des œuvres, comme par exemple la critique de la guerre qui contrevient à l'idéologie impérialiste et guerrière du nazisme. Cette scène de fiction se base sur des faits réels puisqu'une exposition intitulée "Art dégénéré" a bien eu lieu successivement dans onze villes allemandes, dont Dresde, au cours de l'année 1937. On y voit notamment des œuvres de Kandinsky ou encore des œuvres rappelant le mouvement Le Cavalier bleu, dont une du peintre Franz Marc, Der Turm der blauen Pferde ou La tour des chevaux bleus en français. La fascination du petit Kurt pour ce qu'il voit est palpable. On le voit notamment médusé par une œuvre du sculpteur Eugen Hoffmann, Mädchen mit blauem Haar ou La fille aux cheveux bleus en français.
Alors qu'ils prennent un autobus pour rentrer chez eux à l'extérieur de la ville, on apprend par la conversation entre Kurt et sa tante Elisabeth que la famille vivait auparavant dans la ville même de Dresde et l'a quittée il y a peu. Le père de Kurt, Johann Barnet (Jorg Schuttauf), un enseignant, a jusque-là toujours refusé de prendre sa carte au parti nazi (malgré les insistances de son épouse qui, tout en n'étant pas plus acquise que lui à l'idéologie nazie, y voit leur "capital" pour l'après-guerre) et a en conséquence perdu son travail. Kurt, malgré son très jeune âge, apparait très attentif à ce qui l'entoure : il est capable de montrer l'emplacement de leur ancien appartement dans la ville, parle d'un couple de personnes âgées vivant dans leur ancien immeuble, les Schroder, se tenant toujours par la main. De retour chez lui on le voit dessiner, notamment des nus.
Elisabeth, âgée d'une vingtaine d'années, a des comportements étranges : elle joue du piano toute nue, se frappe la tête jusqu'à en saigner avec un cendrier en verre et lorsque sa mère et sa sœur s'en étonnent et lui demandant des explications, elle répond qu'elle fait "un concert pour le Führer". Le médecin de famille, le Docteur Franz Michaelis (Bastian Trost), diagnostique une "démence juvénile" et choisit de faire un signalement au "Bureau de la Santé" malgré l'insistance de la famille en sens inverse et malgré la promesse qu'il leur avait faite de ne pas signaler Elisabeth aux autorités sanitaires.
Elisabeth est internée pour cause de schizophrénie, et officieusement en vue d'être stérilisée, dans la clinique gynécologique de Dresde dirigée par le Professeur Carl Seeband (Sebastian Koch), gynécologue, adepte de la théorie eugéniste nazie et membre du corps médical de la SS. Son personnage est inspiré de Heinrich Eufinger, un haut-gradé du corps médical de la SS qui a lui-même réalisé plus de neuf cents opérations de stérilisation.
Au cours de l'année 1940, à Berlin, le professeur Seeband assiste à une réunion de médecins membres de la SS au cours de laquelle leur chef, Burghard Kroll (Rainer Bock), les félicite d'avoir déjà stérilisé 400 000 individus, la "fraction la plus faible du peuple allemand", œuvre qu'il qualifie de "régénération de la race que les générations futures apprécieront." Après avoir esquissé son projet et rêve eugéniste — "vivre dans un monde débarrassé des mongoloïdes, malades mentaux et autres malformés" — il leur demande de passer à la vitesse supérieure : afin de pouvoir faire face au besoin grandissant de lits d'hôpitaux pour les soldats allemands blessés au combat, il faut cesser de "choyer" les "vies indignes de vivre". Il leur annonce qu'ils ne sont plus seulement médecins et membres du corps de la SS, mais aussi désormais "experts auprès du Tribunal de la santé militaire" : pour toute personne internée et stérilisée dans leurs établissements respectifs, ils devront décider si sa vie est digne ou non d'être vécue et, auquel cas, organiser son transfert dans la partie "la plus orientale du Reich" où l'individu jugé indigne de vivre sera "débarrassé d'une existence dépourvue de sens".
C'est dans le cadre de cette opération, l'opération "Aktion T4" (non nommée dans le film) visant à épurer la population en éliminant les personnes malades et handicapées, que le Professeur Seeband décide de l'élimination d'Elisabeth, symbolisée par un signe "+" apposé sur sa fiche médicale.
Quand la famille d'Elisabeth vient à la clinique pour lui rendre visite, elle apprend qu'elle a été "transférée à l'est", à "deux jours" de voyage. Le spectateur en déduit qu'Elisabeth a été déportée à l'Est du Reich, probablement en Pologne, dans l'un des camps de la mort où une scène ultérieure la montre effectivement.
S'ouvre alors une nouvelle séquence du film sur la fin de la guerre, en mars 1945 : Kurt (Oskar Muller), désormais adolescent, se réveille sous le bruit des bombes larguées au loin sur la ville de Dresde. S'ensuivent alors une série de plans montrant l'ampleur des ravages de la guerre :
- l'autobus qu'il avait l'habitude d'emprunter avec sa tante Elisabeth est écrasé par un pont qui s'effondre du fait des bombes ;
- une bombe enflamme la maison de l'une de ses petites amies ;
- ses deux oncles, les frères de sa mère et d'Elisabeth, meurent au combat, probablement sur le front est à en juger par la neige qui les entoure ;
- Elisabeth, parmi d'autres femmes dont certaines sont trisomiques, est conduite en chambre à gaz. La dernière scène dans laquelle elle apparait la montre étendue au sol, les yeux grands ouverts.

Cette première séquence du film, s'étendant de 1937 à la fin de la guerre au premier semestre 1945, a montré toute l'étendue de la folie nazie : la destruction systématique de ce qui ne rentre pas dans la norme établie par le régime. Le destin de deux personnages centraux dans la vie de Kurt en témoigne : sa tante Elisabeth, un esprit libre et anticonformiste, a été assassinée tandis que son père s'est résigné à prendre sa carte au parti nazi afin de ne pas être inquiété par le régime et de se mettre lui et sa famille à l'abri.

### Immédiat après-guerre et première moitié des années 1950
Une nouvelle séquence du film s'ouvre sur des images de la ville de Dresde en mai 1945, ravagée par la guerre et passée sous autorité soviétique.
Le Professeur Seeband est arrêté et interrogé sur son rôle dans le corps médical de la SS et sur leur ancien chef, Burghard Kroll, qui s'est enfui et reste introuvable. Refusant de coopérer, il est emprisonné. Alors qu'il occupe son temps en cellule à apprendre quelques mots de russe, il entend au loin une scène d'accouchement et comprend aux gémissements qu'émet la femme qu'il n'y a pas de répit entre les contractions et donc que l'enfant se présente en mauvaise position, en position transversale. Il alerte l'un de ses geôliers, qui le conduit sur les lieux de l'accouchement où il découvre que la parturiente et l'enfant à naître ne sont autres que ceux du haut-gradé russe à la tête des forces soviétiques qui contrôlent la ville, le commandant Muravyov (Evgeniy Sidikhin). Là, il perce la poche des eaux et retourne l'enfant afin que la mère puisse accoucher normalement sans mettre son enfant ni elle-même en danger. En guise de remerciement, le commandant russe le libère et lui promet sa protection en lui citant cette phrase issue du Talmud : "Qui sauve une vie sauve le monde entier."
La séquence suivante transporte les protagonistes trois ans plus tard, en 1948. Kurt (Tom Schilling), devenu jeune homme, apparaît aussi rêveur et contemplatif que feu sa tante Elisabeth, ce qui inquiète sa mère Waltraut (Jeanette Hain).
La séquence suivante, se déroulant en 1951 à Dresde désormais partie de la RDA, montre Kurt travaillant dans un atelier où il peint des slogans de propagande dans un atelier de fortune installé dans un immeuble partiellement détruit par les bombes de la Seconde Guerre mondiale. Son père en est réduit à lessiver les escaliers, ayant été empêché à la fin de la guerre de réintégrer le corps professoral du fait de son adhésion passée au parti nazi, et bien que cette adhésion n'ait eu pour but que de les mettre lui et sa famille en sécurité pendant que les nazis étaient encore au pouvoir. Il finira par se suicider par pendaison.
Kurt continue de dessiner et de peindre en dehors de son temps de travail et son contremaître, un ouvrier bourru (Ben Becker), sensible à la violence et à la puissance qui se dégage de ses travaux, décide de l'aider à rentrer aux Beaux-Arts de la ville. Là, Kurt apprend le réalisme socialiste : l'art doit être tout entier mis au service de la cause, au service du peuple. Leur professeur, Horst Grimma (Hans-Uwe Bauer), leur apprend à distinguer entre le "bon" art, celui qui montre l'ouvrier dans ses vicissitudes et loue la gloire de la classe ouvrière, et l'art "décadent", celui qui fait autre chose que peindre la classe ouvrière. L'innovation et l'indépendance artistique sont défendues, prohibées comme étant le fruit d'un égoïsme au service de collectionneurs riches et décadents — égoïsme désigné sous le terme "ich ich ich" qui revient comme un leitmotiv dans la bouche du professeur.
Aux Beaux-Arts, Kurt fait la rencontre d'une étudiante du département Mode, Elisabeth (Paula Beer), qui lui rappelle sa tante disparue et dont il s'éprend au premier regard. Elisabeth — Elie comme il l'appelle — n'est autre que la fille du professeur Carl Seeband, celui-là même qui a envoyé la tante de Kurt à la mort. Seeband continue d'exercer la médecine et de diriger la clinique gynécologique de Dresde, n'ayant jamais été inquiété pour son passé nazi et son rôle dans la stérilisation et la déportation de centaines de jeunes femmes grâce à la protection personnelle de Muravyov. Auparavant eugéniste convaincu et fervent nazi, Seeband semble trouver son compte dans la nouveau régime communiste qui lui permet de conserver le titre de "Professor" auquel il tient tant, le décore et lui permet de continuer à mener son train de vie bourgeois dans la maison où — seule concession vis à vis du régime socialiste — il doit accueillir une école de danse.
Elie et Kurt sont amoureux l'un de l'autre et entretiennent leur relation en secret, Elie redoutant la réaction de son père s'il venait à apprendre que sa fille vit sa vie de femme. Toutefois, Seeband ne tarde pas à percer au jour les liens qui unissent sa fille et Kurt, dont il ne veut pas comme gendre et père de ses petits-enfants en raison de l'ascendance génétique de ce dernier — un penchant mélancolique et un père qui s'est suicidé : "Ce n'est pas le patrimoine héréditaire que je souhaite à nos descendants" dit-il un soir à sa femme, Martha (Ina Weisse). C'est pourquoi, quand il comprend qu'Elie est enceinte, il échafaude un plan diabolique pour briser le couple : faire avorter sa propre fille.
Du point de vue artistique, c'est une désillusion pour Kurt qui n'est pas satisfait de ce qu'il peint. S'il est un peintre reconnu du régime et de ses pairs, ayant même été choisi pour réaliser la fresque murale du nouveau Musée de l'Histoire sur le thème "L'unité de la classe ouvrière", il se sent entravé dans sa création artistique, tout entière dévolue à magnifier l'idéologie marxiste-léniniste et à servir le régime. En butte à l'impossibilité d'exprimer une quelconque aspiration individuelle, las de n'être que l'exécutant de commandes de propagande politique, il songe à quitter Dresde et la RDA, mais reste et exécute pourtant la fresque à laquelle il ajoute une femme enceinte quand Elie lui apprend sa grossesse. Finalement, le régime soviétique rappelle et rejoint le régime nazi auquel il a succédé dans le refus de toute liberté, de toute individualité artistique. Si le brave ouvrier a remplacé le valeureux soldat allemand défendant son pays et la pureté de la race, l'exaltation de la cause et d'un idéal implacable s'impose avec la même force et la même violence sur l'individu, écrasé.

### De 1956 au début des années 1960 en RDA, ou l'errance artistique et identitaire
Kurt et Elie, poussés par la grossesse de cette dernière, se décident enfin à annoncer officiellement leur union aux parents d'Elie.
Pour empêcher que sa lignée ne soit “abâtardie” par l'union de sa fille avec Kurt, Seeband invente à sa fille une maladie rare justifiant de pratiquer un avortement de toute urgence. Par cet avortement, il espère mettre à mal et anéantir le couple que sa fille forme avec Kurt dont il ne veut pas comme gendre et comme père de ses petits-enfants. Kurt et Elie demeurent toutefois ensemble, plus forts que jamais à la suite de cette épreuve. Ils découvriront par la suite que l'avortement a endommagé le col de l'utérus d'Elie, rendant très difficile pour elle d'aller au-delà de trois mois de grossesse. C'est à cette occasion qu'Elie se rend compte à quel point son père est froid, calculateur et manipulateur.
Muravyov, passé depuis la fin de la guerre de commandant à général, s'apprête à quitter la ville pour retourner à Moscou et prévient Seeband qu'il ne pourra plus le "protéger". Seeband, qui s'entête à nier toute information au sujet de l'ancien chef du corps médical de la SS, Burghard Kroll, comprend qu'il doit quitter la ville et la RDA au plus vite s'il ne veut pas que son passé nazi le rattrape.
La séquence suivante s'ouvre en 1957. Kurt et Elie viennent de se marier, et leurs parents s'apprêtent à quitter la RDA.
Celle d'après transporte les protagonistes en 1961. Kurt, lassé de vivre dans le faux et d'un art qui ne lui appartient pas — "Rien de ce que j'ai peint n'est juste" —, prépare en secret sa fuite à l'Ouest. Quelques semaines avant la construction du Mur, Kurt et Elie se rendent à Berlin où, à Freidrichsstrasse, ils prennent la S-Bahn qui les dépose quelques stations plus loin à Zoologischer Garten, en zone occidentale. Pour ne pas éveiller les soupçons de la Grenztruppen der DDR — la police des frontières de la RDA — ils n'emportent aucun bagage, laissant tout derrière eux. Ainsi qu'il l'avait lui-même prédit, la fresque murale de Kurt est recouverte entièrement à la découverte de sa fuite, façon d'effacer toute trace de l'existence de celui qui a osé vouloir trouver son bonheur ailleurs que dans le régime et son idéologie. Par sa fuite, Kurt s'inscrit aux antipodes de l'attitude de son beau-père, le Professeur Seeband : alors que l'un a accepté de renier son passé et de vivre sous un régime idéologiquement à l'opposé de son appartenance nazie passée pour conserver son statut et son aisance matérielle, son existence bourgeoise, l'autre renonce à la renommée et au confort matériel que lui assurait le régime pour trouver le vrai.

### Début de la décennie 1960 en RFA ou l'errance répétée
A leur arrivée à l'Ouest, à Berlin Ouest, Kurt et Elie découvrent une vie nouvelle, moins entravée qu'à l'Est.
Auprès d'un portraitiste du coin, Kurt apprend qu'à Düsseldorf règne l'Art Moderne et les avants-gardes. Intrigué, il s'y rend pour une visite guidée des Beaux-Arts faite par un étudiant, Harry Preusser (Hanno Koffler), et découvre une liberté totale de création artistique qu'il ne connaissait pas et n'a jamais connu depuis son enfant sous la dictature nazie jusqu'au totalitarisme soviétique de sa vingtaine. C'est le règne de "l'idée", ou la permission de faire et produire absolument tout et n'importe quoi pourvu que ce qui en ressort soit original. En mentant sur son âge, Kurt parvient à obtenir une place d'étudiant et un atelier à l'École de la part du professeur Antonius Von Verten (Olivier Masucci) qui, tout en ne connaissant rien de Kurt qui ne répond rien à la question de savoir ce qu'il aime comme art, est pourtant profondément touché par lui et répète alors quasi mot pour mot la phrase que lui avait déjà dite son employeur de l'atelier à Dresde en 1951: "Tes yeux me disent que tu en as vu plus que nous tous."
Von Verten, inspiré de l'artiste allemand Joseph Beuys, est un professeur atypique, fantasque, qui intrigue beaucoup ses élèves par le fait que son art tout entier est fait à base de graisse et de feutre, ou qu'il ne quitte jamais son chapeau. Ses cours, auxquels ses élèves sont obligés d'assister, sont conçus comme des moments d'étonnement et de réflexion sur ce qu'est la création artistique et le rôle de l'artiste dans la société. L'un d'eux en particulier semble adressé tout spécialement à Kurt : après avoir demandé aux élèves de la classe s'ils comptaient voter pour le SPD ou bien pour la CDU, il leur dit ceci : "Votez pour l'art. C'est un choix sans partage. Dans l'art seulement la liberté n'est pas une illusion. (...) En vous libérant vous-même vous libérez le monde." — dernière phrase qui n'est pas sans rappeler ce que Muravyov avait dit à Seeband une quinzaine d'années plus tôt, "Qui sauve une vie sauve le monde entier". Consciemment ou non, ce discours tenu par Von Verten à l'ensemble de sa classe d'étudiants renvoie directement au besoin et à la quête de liberté de Kurt, venu à l'Ouest puis à Dusseldorf pour sortir de l'illusion, trouver la vérité, sa vérité et se libérer lui-même.
Commence alors une période pendant laquelle Kurt crée énormément, tout ce qui lui passe par la tête — tout en délaissant la peinture pour l'essentiel. Après le réalisme socialisme imposé en URSS, Kurt découvre à l'Ouest un conformisme, une tyrannie artistique d'un nouveau genre : l'obsession de l'originalité, de l'idée originale qui fera que son travail sera absolument distinct de celui de tout autre, que l'auteur sera immédiatement reconnu. Malgré moult productions, Kurt lui-même sent bien que ce qu'il fait n'est pas la vérité qu'il venait pourtant chercher à l'Ouest. Un dialogue entre Kurt et Elie est particulièrement éloquent : « Ici, tu peux faire tout ce que tu veux / Si seulement je savais ce que c'était ».
Alors qu'il ne vient jamais voir le travail de ses élèves, son credo étant que chacun est le seul qui puisse savoir si ce qu'il fait est bien, Von Verten vient un jour visiter l'atelier de Kurt, intrigué par son travail. Il est déçu de ne rien voir qui dise quelque chose de son auteur, qui émane de lui, qui soit de lui. Il se met alors à raconter sa propre histoire : comment, alors que radio dans la Luftwaffe il avait été gravement blessé dans le crash de son avion, et des Tatares l'ont trouvé et sauvé de la mort en prodiguant à son crâne brûlé des soins à base de feutre et de graisse ; comment ce sont depuis lors la graisse et le feutre, et seulement eux, qui inspirent, irriguent sa création ; comment c'est avec eux, par eux qu'il peut créer, qu'il peut être artiste — "Je les ai trouvés, comme Descartes a compris qu'il existait, "je pense donc je suis". Il conclut en ôtant son chapeau, laissant voir le sommet de son crâne encore marqué des stigmates de la guerre. Le message est le suivant : je te montre qui je suis, ce qui a nourri mon art, art qui à son tour m'a fait comprendre qui j'étais. L'art, dès lors, apparaît pour Kurt comme tenant le milieu entre deux mensonges, deux tyrannies, deux illusions : celle, connue en RDA, que l'art doit être à l'opposé du "ich", du moi, et celle, dont il fait l'expérience à l'Ouest, que l'art doit être une quête effrénée de l'affirmation du moi par différenciation recherchée des autres et au risque justement de se perdre soi-même. À la suite de cet échange déterminant pour son cheminement et sa maturation artistique, Kurt brûle l'intégralité de ses productions, puis connaît une période d'absolue impossibilité de créer quoi que ce soit.
Parallèlement, Elie, couturière dans un atelier, fait une fausse couche. Elle apprend du médecin qu'elle consulte que le col de son utérus a été endommagé par l'avortement subi quelques années plus tôt et que c'est cet avortement qui, ayant causé un dommage ciliaire, l'empêche de pouvoir mener une grossesse au-delà de trois mois.

### La trouvaille du moi
Une somme d'évènements plus ou moins fortuits va conduire à ce que Kurt trouve enfin sa voie.
Un soir qu'il dîne avec son beau-père, le professeur Seeband, le livreur de journaux leur apprend l'arrestation de Burghard Kroll, l'ancien chef du corps médical de la SS en fuite depuis la fin de la guerre. De retour dans son atelier, Kurt réalise un portrait de lui à partir du cliché photographique de son arrestation faisant la une du journal. Une grande puissance se dégage du tableau peint par Kurt qui, sans le savoir, a peint celui qui a indirectement joué un rôle majeur dans sa vie en commanditant l'opération Aktion 4 dont sa tante Elisabeth a été la victime.
Une remarque faite à la volée par son voisin d'atelier, Harry, le met sur la voie de sa forme d'expression : "La peinture est morte". Kurt qui, tout peintre qu'il est, a toujours trouvé que la photographie collait davantage à la réalité des choses a enfin trouvé son support : décalquer des photos, puis peindre par-dessus. Il se met à peindre de nombreux tableaux à partir de photographies trouvées dans les albums familiaux ou bien dans les journaux : lui enfant dans les bras de sa tante Elisabeth, Carl Seeband posant dans son bureau à la clinique de Dresde, des photos familiales des Seeband, etc.
Un après-midi, un violent coup de vent dans les volets des fenêtres de l'atelier entraîne un jeu d'ombres et de lumières qui le fait apercevoir en simultané, superposés, les portraits d'Elisabeth, de Seeband et de Kroll. Mu par une sorte d'instinct, Kurt réalise un tableau où Kroll, Seeband et Elisabeth se retrouvent tous les trois superposés. Sans en avoir pleine conscience intellectuelle, Kurt a, par ce tableau, reconstitué son histoire : la blessure originelle de la disparition de sa tante bien aimée qui l'a initié à l'art, broyée par la machine mortelle orchestrée par Kroll et mise en œuvre par Seeband.
Le titre du film, L'œuvre sans auteur, prend alors toute sa dimension et sa signification : l'œuvre est sans auteur à la fois parce qu'elle se base sur des photographies qui n'ont pas été prises par lui, mais aussi parce qu'ainsi il reconstitue sa propre histoire, sa propre généalogie sans pourtant en avoir pleine conscience.
Le bouleversement de Seeband quand il découvre le tableau, alors qu'il passait à l'improviste récupérer des papiers, est le signe que ce que Kurt a produit est vrai, qu'elle dit quelque chose. Kurt envoie son tableau au professeur Von Verten, qui est happé par la puissance qui s'en dégage.
Dans le même temps, Elie apprend qu'elle est enceinte et que, déjà arrivée au quatrième mois, elle pourra mener sa grossesse à terme. On assiste alors à une double fertilité, ou maturation : la maturation de Kurt sur le plan artistique, mais aussi celle du couple. Symboliquement, c'est parce que Kurt a trouvé sa voie, sa forme d'expression propre, et que par l'art il a fait la paix avec son passé qu'il peut désormais transmettre et fonder une famille. C'est aussi grâce au fait que le père d'Elie a disparu de leur vie, effrayé par la découverte du tableau sur lequel il figure avec Kroll et Elisabeth.
L'avant dernière séquence du film a lieu à Wuppertal où Kurt, aidé de ses camarades des Beaux-Arts de Düsseldorf, expose pour la première fois. On y voit également Elie portant leur fils dans ses bras.

## Fiche technique
Sauf indication contraire, les informations mentionnées dans cette section peuvent être confirmées par la base de données cinématographiques IMDb,  présente dans la section « Liens externes ».
- Titre français : L'Œuvre sans auteur
- Titre original : Werk ohne Autor
- Titre anglophone : Never Look Away
- Réalisation et scénario : Florian Henckel von Donnersmarck
- Photographie : Caleb Deschanel
- Montage : Patricia Rommel et Patrick Sanchez Smith
- Musique : Max Richter
- Direction artistique : Silke Buhr
- Décors : Theresia Anna Ficus, Markus Nordemann, Robert Reblin, Marek Warszewski et Jiri Zavadil
- Costumes : Gabriele Binder
- Producteurs : Quirin Berg, Christiane Henckel von Donnersmarck, Florian Henckel von Donnersmarck, Jan Mojton et Max Wiedemann
- Sociétés de production : Pergamon Film et Wiedemann & Berg Filmproduktion
- Sociétés de distribution : Walt Disney Studios Motion Pictures (Allemagne) ; Diaphana Films (France)
- Pays de production :  Allemagne
- Langue originale : allemand
- Format : couleur - 35 mm - 1,85:1
- Genre : Drame, Film historique et romance
- Durée : 188 minutes (durée totale des deux parties)
- Dates de sortie :
  - Italie : 4 septembre 2018 (Mostra de Venise 2018)
  - Allemagne : 3 octobre 2018
  - France : 17 juillet 2019

## Distribution
- Tom Schilling : Kurt Barnert :  (inspiré de Gerhard Richter)
- Cai Cohrs : Kurt Barnert, à six ans
- Sebastian Koch : le professeur Carl Seeband
- Paula Beer : Ellie Seeband
- Saskia Rosendahl : Elisabeth May
- Oliver Masucci : le professeur Antonius van Verten (inspiré de Joseph Beuys)
- Ina Weisse : Martha Seeband
- Evgeniy Sidikhin : le Major du NKVD Muravyov
- Mark Zak : l'interprète de Muravyov
- Ulrike C. Tscharre : madame Hellthaler
- Bastian Trost (de) : le docteur Franz Michaelis
- Hans-Uwe Bauer (de) : le professeur Horst Grimma
- Hanno Koffler : Günther Preusser (inspiré de Günther Uecker)
- David Schütter : Adrian Schimmel / Finck
- Franz Pätzold : Max Seifert

## Production

### Genèse et développement

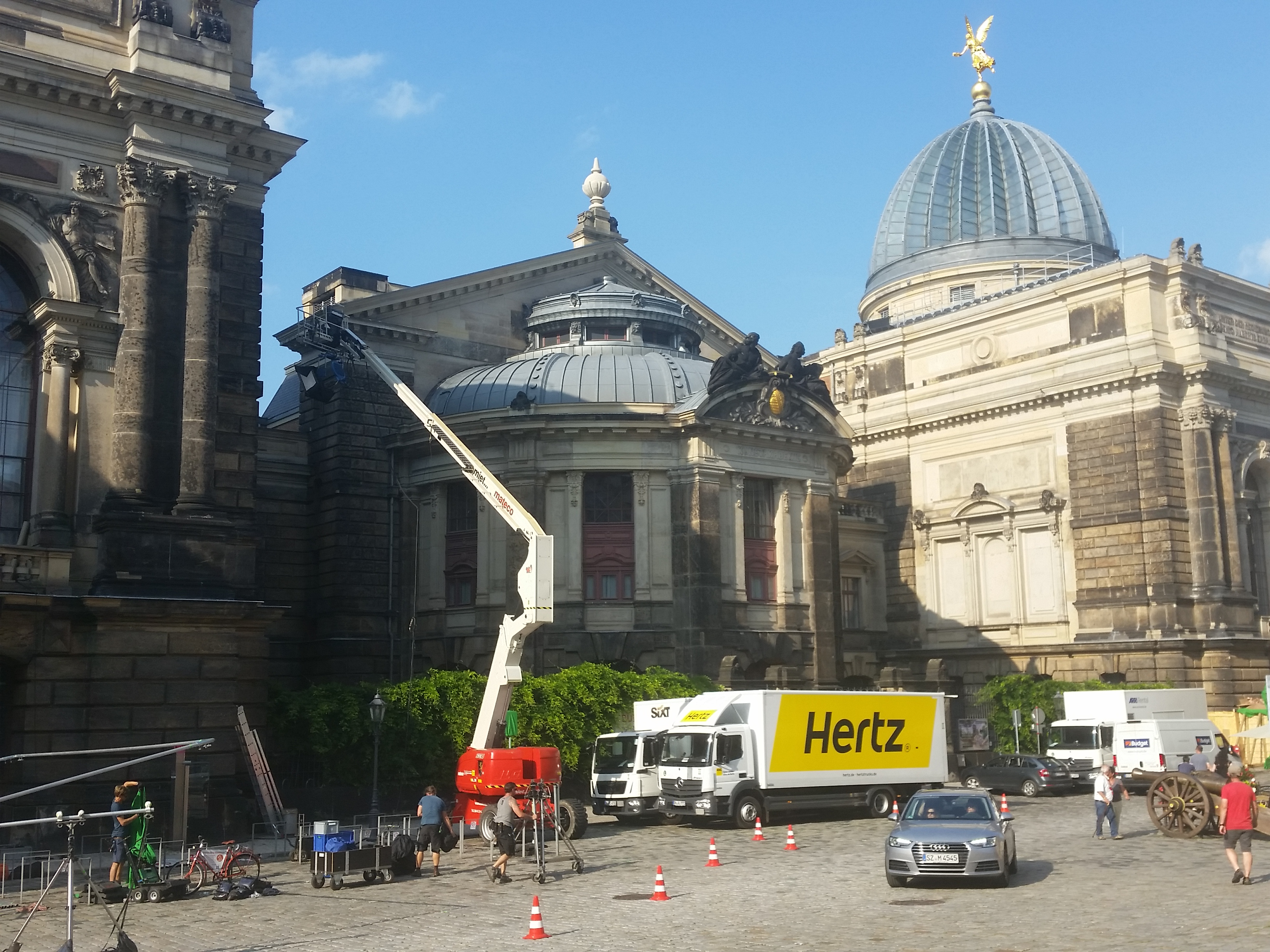
Le tournage du film à l'école supérieure des beaux-arts de Dresde.

Le film est produit par Pergamon Film et Wiedemann & Berg Filmproduktion, dont les producteurs sont Jan Mojto, Quirin Berg, Florian Henckel von Donnersmarck, Max Wiedemann et Christiane Henckel von Donnersmarck.
Les sociétés ARD Degeto et Bayerischer Rundfunk y participent en tant que coproducteurs.
Le Medienboard Berlin-Brandenburg, le Filmförderungsanstalt, le FilmFernsehFonds Bayern, le Film- und Medienstiftung NRW, le Mitteldeutsche Medienförderung, le German Film Fund et le Czech State Cinematography Fund ont également soutenu le projet. Le film s'inspire librement des premières années de la vie du peintre allemand Gerhard Richter (né en 1932), lequel a formellement exigé que le personnage interprété par Tom Schilling ne porte pas son nom et que ses œuvres n'y soient pas montrées.

### Tournage
Le tournage débute en juin et s'achève en août 2016. Il a lieu à Berlin, à Dresde en Saxe, en Rhénanie-du-Nord-Westphalie et en Pologne.

## Accueil

### Accueil critique
Au 75e Festival international du film de Venise, où il a été projeté pour la première fois en public, L'œuvre sans auteur a reçu une standing ovation de 13 minutes et a obtenu la première place,.
Du côté des scénaristes, San Francisco Chronicle cite William Friedkin, réalisateur, entre autres, de The French Connection et de L'Exorciste : "L'un des meilleurs films que j'ai jamais vus est L'œuvre sans auteur - un chef-d'œuvre". Dans une interview accordée à Mingle Media, Miranda Bailey, productrice, actrice et fondatrice du site web de critique féministe Cherrypicks a qualifié L’œuvre sans auteur de "meilleur film que j'aie jamais vu de ma vie – de toute ma vie."
Du côté des médias, Jacky Bornet de France Télévisions déclare qu'il s'agit d'« un beau film de facture classique » dans lequel Florian Henckel von Donnersmarck raconte « l'art des années 40 à nos jours avec romanesque et style ». Il juge la partie consacrée au travail sur la photographie de Gerhard Richter « remarquable » et Sebastian Koch, « flamboyant en ancien nazi, partisan de l'eugénisme ».

## Récompenses et distinctions

### Récompenses
- Mostra de Venise 2018 :
  - Arca CinemaGiovani Award pour Florian Henckel von Donnersmarck
  - Leoncino d'Oro Agiscuola Award pour Florian Henckel von Donnersmarck
- Tournai Ramdam Festival 2019 : Prix du meilleur film catégorie Fictions

### Nominations
- Golden Globes 2019 : Meilleur film en langue étrangère
- Oscars 2019 : Meilleur film en langue étrangère et meilleure photographie

### Sélections
- Mostra de Venise 2018 : sélection en compétition officielle
- Festival international du film de Toronto 2018 : sélection en section « Special Presentations »